# Breaking News
"Breaking News" é uma canção creditada ao músico estadunidense Michael Jackson. A canção está incluída no álbum Michael, um álbum póstumo do material que o cantor gravou na sequência de seu décimo álbum de estúdio, Invincible. A 23 de agosto de 2018, muitos sites publicaram que a gravadora, Sony Music, tinha admitido que esta música não tinha sido cantada por Michael Jackson. Dias depois o advogado da Sony Music declarou que a notícia era falsa.
Um trecho da faixa foi apresentada em um teaser do álbum, e a faixa completa foi divulgada no site oficial de Jackson em 8 de novembro de 2010. "Breaking News" não se tornou um single. Segundo a Sony, a faixa foi apenas uma prévia para o novo álbum.

## História
Supostamente, "Breaking News" foi gravada em Nova Jersey, em 2007, nos estúdios de Eddie Cascio, assim como outras faixas, como "Keep Your Head Up" e "Monster", que também fazem parte do álbum Michael. Além destas, também foram gravadas músicas chamadas:
- All I Need
- Black Widow
- Breaking News
- Burn Tonight
- Everything's Just Fine (também conhecida como All Right)
- Fall In Love
- Monster
- Keep Your Head Up
- Ready 2 Win
- Soldier Boy
- Stay
- Water (falsamente acusada de ser ouvida no filme "This Is It").

## Promoção
Em 5 de novembro de 2010, um vídeo "teaser" para "Breaking News" foi disponibilizado no site oficial de Jackson. O vídeo abre com uma montagem de vários jornalistas relatando notícias sobre Jackson veiculadas nos meios de comunicação. A introdução musical segue, terminando antes de começarem os vocais.

## Polêmica
Pouco tempo após ser disponibilizada para audição no site de Michael Jackson, na manhã do dia 8 de novembro, "Breaking News" causou alvoroço na rede. Muitos fãs, além da família do cantor alegaram que a voz ouvida na canção não era a de Michael Jackson.
Tantos comentários negativos a respeito da música fizeram um dos produtores envolvidos no projeto, Teddy Riley, se manifestar e defender o álbum póstumo:
"Isso é para todo mundo que está apontando o dedo... Vocês me perguntaram, então vou dar minha resposta. Quem não acreditar em mim que se f... Eu fui chamado para esse projeto pela Sony, e a família [Jackson] aprovou. Essas músicas foram criadas pelo [produtor Eddie] Cascio. Eu não escrevi as músicas, eu fui chamado para mixar e terminar o que já havia sido começado, só por conta do meu relacionamento com Michael e com a família Jackson, que sentia que eu deveria estar no projeto, pelo meu relacionamento com ele. Todos os produtores que participaram desse projeto foram pagos antes do trabalho. Eu sinto que os vocais são sim do MJ. Eles só estão muito processados...
Segundo Howard Weitzman, representante do Espólio de Michael Jackson, os vocais principais são de Michael Jackson e o backing vocal é um dueto de Michael e James Porte, gravado em 2007, e não adicionado posteriormente.